# Championnats du monde d'escrime 1983
Navigation
Édition précédente Édition suivante
Les championnats du monde 1983 se sont déroulés à Vienne en Autriche du 20 juillet au 30 juillet. Il y avait 8 épreuves au programme :
- Fleuret féminin individuel et par équipe
- Fleuret masculin individuel et par équipe
- Epée masculine individuel et par équipe
- Sabre masculin individuel et par équipe

## Médaillés
| Épreuves           | Or | Argent                                                                                                   | Bronze                                                                                              |
| ------------------ | --- | --- | --------------------------------------------------------------------------------------------------- |
| Épée               | | | |
| Hommes individuel  | Elmar Borrmann                                                                                                  | Daniel Giger                                                                                             | Angelo Mazzoni                                                                                      |
| Hommes par équipes | France- Olivier Lenglet - Philippe Boisse - Michel Salesse - Jean-Michel Henry                                  | Allemagne de l'Ouest- Alexander Pusch - Elmar Borrmann - Rafael Nickel - Volker Fischer                  | Italie- Sandro Cuomo - Roberto Manzi - Stefano Bellone - Angelo Mazzoni - Sandro Resegotti          |
| Fleuret            | | | |
| Hommes individuel  | Aleksandr Romankov                                                                                              | Matthias Gey                                                                                             | Marian Sypniewski                                                                                   |
| Hommes par équipes | Allemagne de l'Ouest- Harald Hein - Matthias Behr - Klaus Reichert - Frank Beck - Mathias Gey                   | Allemagne de l'Est- Adrian Germanus - Klaus Kotzmann - Hartmut Behrens - Jens Howe                       | Cuba- Ignacio González - Pedro Hernández - Efigenio Favier - Oscar García                           |
| Femmes individuel  | Dorina Vaccaroni                                                                                                | Carola Cicconetti                                                                                        | Luan Jujie                                                                                          |
| Femmes par équipes | Italie- Dorina Vaccaroni - Carola Cicconetti - Anna Rita Sparaciari - Clara Mochi                               | Allemagne de l'Ouest- Cornelia Hanisch - Ingrid Losert - Sabine Bischoff - Ute Wessel - Christiane Weber | Hongrie- Edit Kovács - Zsuzsanna Jánosi-Németh - Katalin Győrffy - Gertrúd Stefanek                 |
| Sabre              | | | |
| Hommes individuel  | Vasil Etropolski                                                                                                | Gianfranco Dalla Barba                                                                                   | Hristo Etropolski                                                                                   |
| Hommes par équipes | Union soviétique- Andreï Alchan - Heorhiy Pohosov - Mikhaïl Bourtsev - Viktor Krovopouskov - Khoussein Ismailov | Hongrie- Imre Bujdosó - Imre Gedővári - György Nébald - György Varga - Imre Abay                         | Italie- Giovanni Scalzo - Michele Maffei - Ferdinando Meglio - Gianfranco Dalla Barba - Marco Marin |

## Tableau des médailles
| Rang | Nation             | Or | Argent | Bronze | Total |
| ---- | ------------------ | -- | ------ | ------ | ----- |
| 1    | Allemagne          | 2  | 3      | 0      | 5     |
| 2    | Italie             | 2  | 2      | 3      | 7     |
| 3    | Union soviétique   | 2  | 0      | 0      | 2     |
| 4    | Bulgarie           | 1  | 0      | 1      | 2     |
| 5    | France             | 1  | 0      | 0      | 1     |
| 6    | Hongrie            | 0  | 1      | 1      | 2     |
| 7    | Allemagne de l'Est | 0  | 1      | 0      | 1     |
| 8    | Suisse             | 0  | 1      | 0      | 1     |
| 9    | Pologne            | 0  | 0      | 1      | 1     |
| 10   | Cuba               | 0  | 0      | 1      | 1     |
| 11   | Chine              | 0  | 0      | 1      | 1     |